# Cephalaeschna
Cephalaeschna là một chi chuồn chuồn ngô thuộc họ Aeshnidae.
Chi có các loài sau:
- Cephalaeschna acutifrons (Martin, 1909)
- Cephalaeschna aritai Karube, 2003
- Cephalaeschna chaoi Asahina, 1982
- Cephalaeschna dinghuensis Wilson, 1999
- Cephalaeschna klapperichi Schmidt, 1961
- Cephalaeschna klotsi Asahina, 1982 - Yellow-spotted Dusk-hawker[2]
- Cephalaeschna masoni (Martin, 1909)
- Cephalaeschna needhami Asahina, 1981
- Cephalaeschna obversa Needham, 1930
- Cephalaeschna orbifrons Selys, 1883
- Cephalaeschna patrorum Needham, 1930
- Cephalaeschna risi Asahina, 1981
- Cephalaeschna shaowuensis Xu, 2006
- Cephalaeschna triadica Lieftinck, 1977
- Cephalaeschna viridifrons Fraser, 1922